# I'm Like a Bird
«I'm Like a Bird» en español: «Soy como un pájaro», es una canción de la cantante luso-canadiense Nelly Furtado que fue escrita por ella misma y producida por Gerald Eaton y Brian West, tomada desde su álbum debut Whoa, Nelly! del 2000. La canción le otorgó a Nelly Furtado su primer premio Grammy en la categoría Mejor Actuación Vocal Femenina de Pop. Fue la canción que lanzó a la fama a Nelly Furtado.
Nelly dijo que "I'm like a bird" es su canción favorita: "Hay una simplicidad de ella que me encanta ", explicó." Es mi canción de libertad ".
Fue uno de los mejores sencillos del 2001, alcanzando el número uno en Canadá, el número 2 en Australia y Nueva Zelanda, el número cinco en UK y el número nueve en Estados Unidos
La canción recibió elogios de la crítica por su libertad con temas de la lírica y vocal de Furtado, y se convirtió en una de las canciones más aclamadas por la crítica de 2001. La canción fue nominada para el Premio Grammy a la canción del año y ganó el Premio Grammy a la mejor interpretación vocal pop femenina, por lo que Furtado fue primera mujer en ganar el premio por su sencillo de debut desde Mariah Carey que lo hizo hace diez años y el último que se otorgaría a un ganador artista canadiense en la categoría. También ganó el premio Juno como Sencillo del Año.

## Sencillo en CD
1. «I'm like a Bird» (Versión LP)
2. «Party's Just Begun (Again)»
3. «I Feel You»
4. «My Love Grows Deeper»

Reino Unido
1. «I'm like a Bird» (Versión LP)
2. «Party (Reprise)»
3. «I Feel You»
4. «I'm like a Bird»

## Posiciones
| Listas (2001)                    | Posición |
| -------------------------------- | -------- |
| Brasil Hot 100                   | 1        |
| Brasil Top 100                   | 1        |
| Italia                           | 1        |
| Dinamarca                        | 1        |
| Canadá                           | 1        |
| Chile Top 100                    | 1        |
| Bélgica Top 50                   | 1        |
| Canadá Top 50                    | 1        |
| Francia Top 100                  | 3        |
| Alemania Top 100                 | 1        |
| Irlanda Top 50                   | 4        |
| México Top 100                   | 2        |
| Países Bajos Mega Top 100        | 2        |
| Nueva Zelanda Top 50             | 2        |
| Suecia Top 60 Singles            | 6        |
| Suiza Top 100 Singles            | 7        |
| U.S. Billboard Hot 100           | 8        |
| U.S. Billboard Adult Top 40      | 5        |
| U.S. Billboard Top 40 Mainstream | 6        |
| U.S. Billboard Top 40 Tracks     | 6        |
| Reino Unido                      | 1        |
| Holanda Top 40                   | 4        |
| Holanda Top 100                  | 8        |

## Certificaciones
| País      | Certificación | Ventas  |
| --------- | ------------- | ------- |
| Australia | 2x Platino    | 140 000 |